# William Swift
Pour les articles homonymes, voir Swift.
William Swift (né le 17 mars 1848 et mort le 30 juin 1919) est un contre-amiral de l'United States Navy. Brièvement gouverneur naval de Guam en 1901, il passe en cour martiale en 1907 pour avoir échoué le cuirassé USS Connecticut ; il est ainsi suspendu quelques mois. En 1910, il participe à la réorganisation du département de la Marine des États-Unis, avant la Première Guerre mondiale.